# Mladé Pirátstvo
Mladé Pirátstvo (zkratka MP; do března 2021 Mladí Piráti) je mládežnický tým v rámci České pirátské strany (Piráti), který funguje jako prostor pro diskuzi, pořádání akcí a výstupy na sociální sítě zaměřené na mladé lidi, zejména studentstvo.
Předsedou Mladého Pirátstva je od začátku roku 2025 Kristián Sušer, místopředsedkyní Katia Demetrashvili; radu dále tvoří Ondřej Kaprálek, Šimon Reizer a také vůbec nejmladší, patnáctiletý Štěpán Rytíř.
Stát se členem může každý, kdo je registrovaným příznivcem nebo členem Pirátů a je mu mezi 15 a 35 lety.